# Десятов, Виктор Тимофеевич
Десятов, Виктор Тимофеевич (19 января 1927, Уральск, Западно-Казахстанская область — 21 сентября 1999, Волгоград, Российская Федерация) — советский хозяйственный деятель. Первый директор ЧЗПТ.

## Биография
Родился 19 января 1927 года в г. Уральске Западно-Казахстанской области. Окончил Сталинградский механический институт (1950) и был направлен в Управление строительства Волго-донского соединительного канала, где работал инженером-конструктором, начальником инструментального цеха, начальником технического отдела, начальником центрально-механического завода (1950–53). 
В 1953–56 – директор Калачевского судостроительно-судоремонтного завода. 
С 1956 по 1959 – на «Сталинградгидрострое»: главный инженер отдела участка бетоновозов эстакады, начальник ремонтно-технического отделения отдела главного механика Управления строительства, начальник участка электромеханических работ службы управления шлюза. 
В 1959–63 гг. – директор Волжского государственного подшипникового завода № 15, 
В 1963–66 гг. – на строительстве объектов Асуанской плотины в Египте, 
В 1966–72 гг. – директор Волгоградского завода тракторных нормалей и деталей. 
С января 1972 до августа 1980 – директор Чебоксарского завода промышленных тракторов, после чего работал на Волгоградском тракторном заводе. 
Строительство ЧЗПТ началось 12 января 1972 года на основании Постановления ЦК КПСС и Совета Министров СССР № 606 от 3 августа 1966 года «Об ускорении развития в 1966-1970-х гг. производства тракторов, самоходных шасси и запасных частей к ним» и № 157 от 29 февраля 1972 года «О строительстве первой очереди ЧЗПТ и реконструкции Волгоградского моторного завода МТСХМ». 21 октября 1971 года была организована Дирекция строящегося завода, и директором завода был назначен Виктор Десятов.

## В искусстве

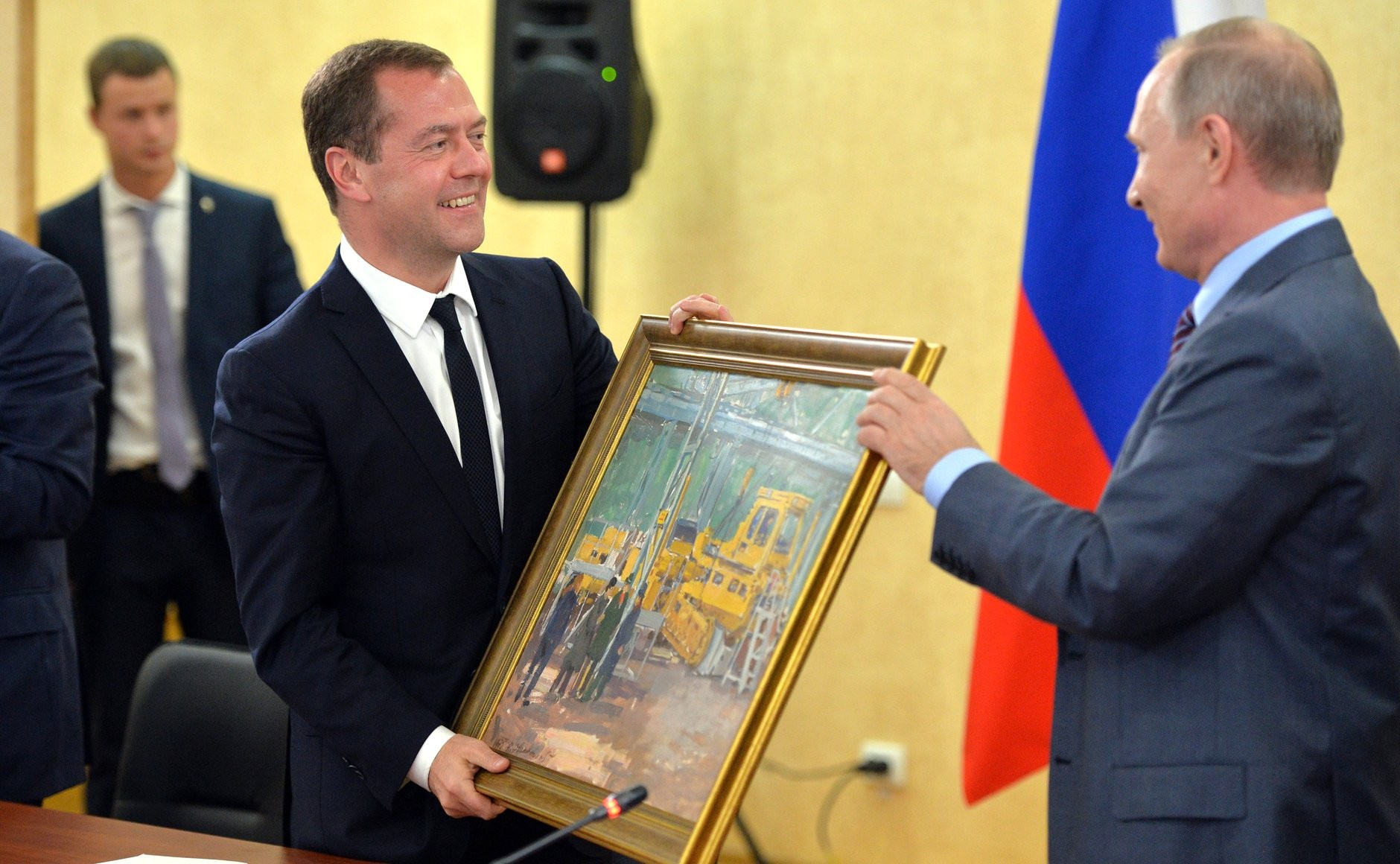
Момент преподнесения подарка В. В. Путина Д. А. Медведеву.
Керчь, Республика Крым, Российская Федерация. 15 сентября 2016

На картине «В цеху» художник изобразил 5 человек в одном из цехов завода. Трое из них — руководители завода: слева — заместитель директора, партийный руководитель завода Иван Долгушин; в центре — первый директор завода Виктор Десятов; справа — главный инженер Виктор Ерилин. В кабине трактора позировал испытатель Валентин Григорьев, который в 1975 году вывел из цехов ЧЗПТ первый трактор Т-330 чебоксарской сборки.